# Dess-Martin-Periodinan
Dess-Martin-Periodinan ist eine chemische Verbindung, die in der organischen Synthese zum Oxidieren von primären Alkoholen zu Aldehyden und sekundären Alkoholen zu Ketonen genutzt wird. Es ist nach den amerikanischen Chemikern Daniel Benjamin Dess und James Cullen Martin benannt, die es 1983 erstmals beschrieben. Gegenüber Oxidationsmitteln auf Chrom- oder DMSO-Basis (Jones- bzw. Swern-Oxidation) hat Dess-Martin-Periodinan verschiedene Vorteile. Dazu gehören neben milderen Bedingungen, geringerer Toxizität, kürzeren Reaktionszeiten und höheren Ausbeuten auch eine einfachere Aufarbeitung nach der Reaktion.

## Synthese
Die Synthese geht von der 2-Iodbenzoesäure aus, welche im ersten Schritt mittels Kaliumbromat zu IBX (1-Hydroxy-1,2-benziodoxol-3(1H)-on-1-oxid) oxidiert wird. Das Zielmolekül ergibt sich im zweiten Schritt durch Acetylierung mit Acetanhydrid und Essigsäure.

## Eigenschaften
Die Verbindung ist thermisch instabil. Beim Erhitzen unter Einschluss auf Temperaturen ab 130 °C kann es zur  explosionsartigen Zersetzung kommen. Die Verbindung ist nicht schlagempfindlich. In Gegenwart von Wasser oder auch Luftfeuchtigkeit erfolgt die Hydrolyse zu IBX.

## Verwendung
Dess-Martin-Periodinan wird bei der Dess-Martin-Oxidation von Alkoholen eingesetzt.